# 브리티시컬럼비아주 의사당

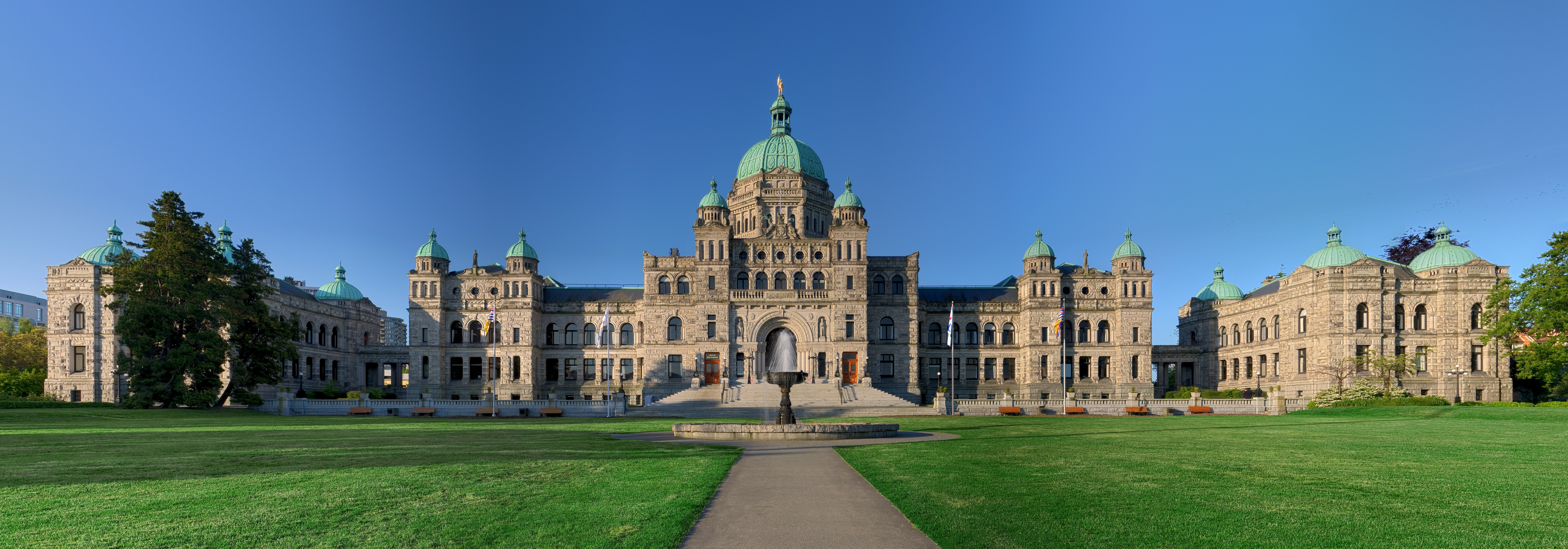

브리티시컬럼비아주 의사당(British Columbia Parliament Buildings) 또는 빅토리아주 의사당은 캐나다 브리티시컬럼비아주 빅토리아에 위치한 의사당이다.
1893년 착공이 시작되어 1897년에 완공된 빅토리아의 대표적인 건물이다. 건물의 윤곽을 따라 3,300개 이상의 작은 등이 촘촘히 빛나고 있는데 의사당 건물이 개장했을 때부터 지금까지 그 아름다운 자태는 100년 가까이 빅토리아의 상징물이 되고 있으며 특히 야경이 멋있다. 1973년 재단장 작업이 시작되어 50m 높이의 중앙 돔에 조지 밴쿠버(George Vancouver) 선장의 입상이 세워졌으며, 스테인드글라스 등 대대적인 내부수리도 있었다. 10년에 걸친 대공사를 마친 후 의사당은 더욱 웅장한 모습으로 꾸며져 관광객들의 시선을 모으고 있다.